# Paradampetrus
Paradampetrus is een geslacht van hooiwagens uit de familie Assamiidae.
De wetenschappelijke naam Paradampetrus is voor het eerst geldig gepubliceerd door Giltay in 1930. 

## Soorten
Paradampetrus is monotypisch en omvat slechts de volgende soort:
- Paradampetrus leopoldi